# Frenesis
Frenesis is een middeleeuwse psychiatrische aandoening. Frenesis wordt toegeschreven aan een teveel aan gele gal waardoor verwarring, opwinding en waanzin zou ontstaan. Deze waanzin veroorzaakt koorts door een ontsteking of trauma. De patiënten lijden aan slapeloosheid en zijn motorisch onrustig.
De therapie bestond uit behandeling die rechtstreeks op het zieke hoofd plaatsvond. Hierbij werden allerlei medicamenten, olie, azijn, huidcompressen of ingewanden van dieren. Ook rust, dieet, aderlating en het zetten van koppen worden vaak voorgeschreven. Tegen de slapeloosheid gebruikt men naast massage ook kruiden, voornamelijk de mandragora, papaver en viooltjesolie.